# Thurlaston (Warwickshire)
Pour les articles homonymes, voir Thurlaston.
Thurlaston est un village et une paroisse civile du Warwickshire, en Angleterre. Il est situé dans l'est du comté, à 5 km au sud-ouest de la ville de Rugby. Administrativement, il relève du borough de Rugby.

## Localisation
Thurlaston a été mentionné dans le Domesday Book sous le nom de Torlavestone. Le village est situé à environ 5,6 km au sud-ouest de Rugby et à environ 1,6 km à l'ouest du village de Dunchurch. Immédiatement au nord du village se trouve l'autoroute M45. Il n'y a qu'une seule route sans issue vers Thurlaston depuis le nord, reliant le village à la B4429, via un pont sur l'autoroute M45. Thurlaston surplombe le réservoir Draycote water (en)  au sud et se trouve à proximité de la frontière du comté avec le Northamptonshire, à moins de 3 km à l'est.

## Patrimoine
L'église du village, dédiée à St. Edmund, est un bâtiment en briques rouges datant de 1849 conçu par William Butterfield. Le bâtiment est inhabituel dans la mesure où il a été conçu pour servir à la fois d'église et d'école avec la maison d'un maître d'école attenante, il est maintenant classé au grade II. Le bâtiment le plus célèbre, cependant, est probablement l'ancien moulin à vent du XVIIIe siècle qui est maintenant utilisé comme maison d'habitation et est également classé au grade II,.

## Toponymie
Le toponyme Thurlaston fait référence à une ferme ou un village (tūn en vieil anglais) appartenant à un homme nommé Thorleifr. Il est attesté sous la forme Torlauestone dans le Domesday Book, compilé en 1086.

## Démographie
Au recensement de 2011, la paroisse civile de Thurlaston comptait 368 habitants. Selon le recensement de 2001, la paroisse comptait 352 habitants et à 379 au recensement de 2021.

## Galerie

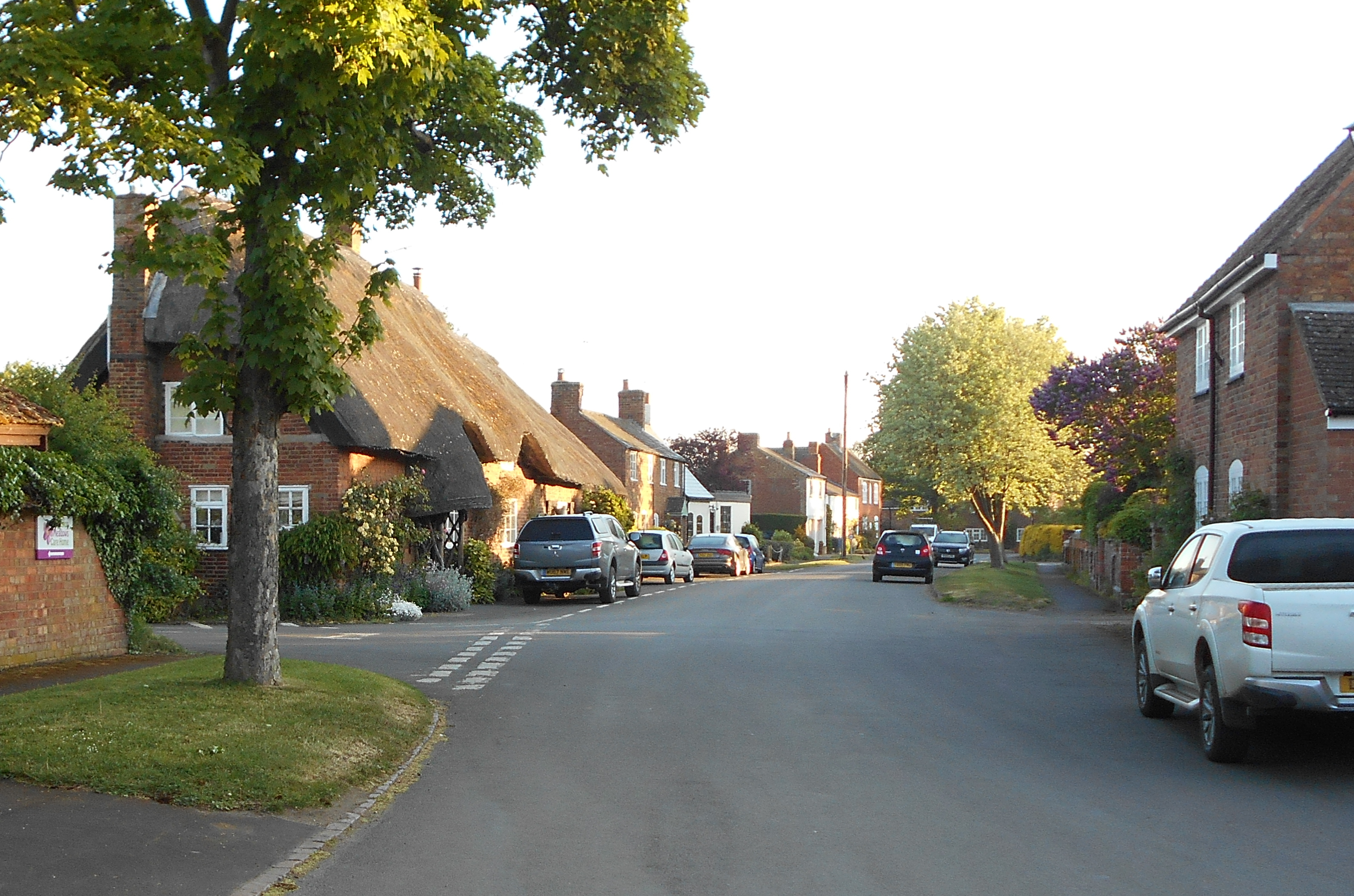
Rue principale de Thurlaston.
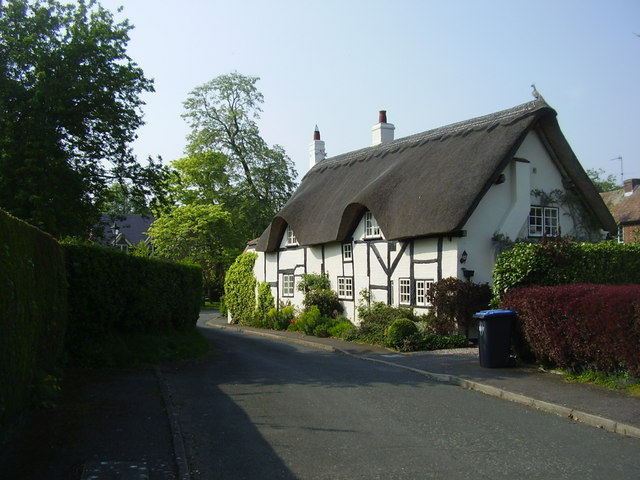
Pudding Bag Lane.
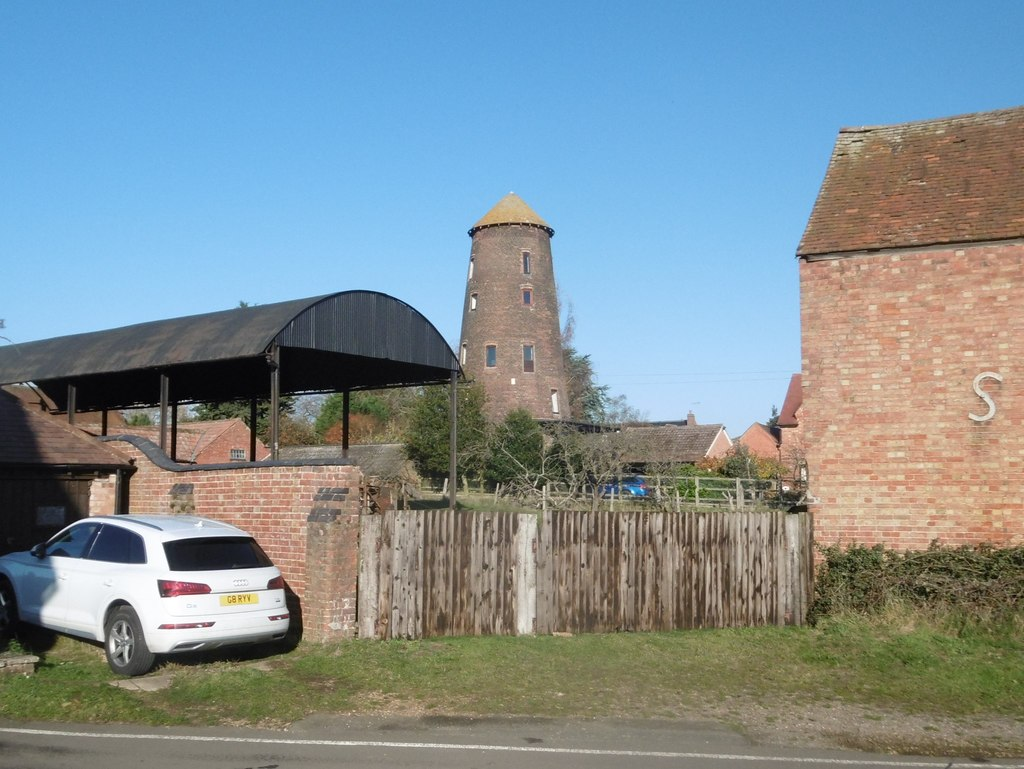
ancien moulin à vent.